# ST Волос Вероники
ST Волос Вероники (лат. ST Comae Berenices) — двойная звезда в созвездии Волос Вероники на расстоянии приблизительно 4856 световых лет (около 1489 парсек) от Солнца. Видимая звёздная величина звезды — от +11,84m до +10,91m.

## Характеристики
Первый компонент — жёлто-белая пульсирующая переменная звезда типа RR Лиры* (RRAB) спектрального класса F2-F8, или F5, или F5,5. Масса — около 2,34 солнечной, радиус — около 6,478 солнечного, светимость — около 43,801 солнечной. Эффективная температура — около 6205 K.
Второй компонент — коричневый карлик. Масса — около 21,55 юпитерианской. Удалён в среднем на 1,986 а.е..